# Władysław Łyszkowski
Władysław Łyszkowski (ur. 1878 we Lwowie, zm. 22 czerwca 1932 w Łodzi) – polski urzędnik państwowy, radca prawny, działacz polityczny. Wicewojewoda Łódzki (1922–1926), kierownik Wydziału Obywatelskiego MSW, prezes Stronnictwa Narodowego na województwo łódzkie, komisarz rządowy w Jaśle i Przemyślu.

## Życiorys
W młodości uczył się w CK Gimnazjum im. Franciszka Józefa we Lwowie, następnie ukończył studia prawnicze na Uniwersytecie Lwowskim. Początkowo pracował jako komisarz komisji w starostwie w Drohobyczu. W 1911 został komisarzem powiatowym w Namiestnictwie we Lwowie. Podczas I wojny światowej został mianowany sekretarzem namiestnictwa, a następnie komisarzem rządowym w Jaśle, a później w Przemyślu. Od maja 1918 był starostą w Brodach, a w 1920 w Buczaczu. Od 2 maja 1920 był naczelnikiem wydziału w Urzędzie Wojewódzkim Łódzkim. Od marca 1922 do końca lutego 1926 pełnił funkcję wicewojewody łódzkiego. Następnie objął stanowisko kierownika Wydziału Obywatelskiego w Ministerstwie Spraw Wewnętrznych. 15 stycznia 1927 przeszedł w stan nieczynny, a 21 lipca w stan spoczynku i do 1930 był radcą prawnym Łódzkich Elektrycznych Kolejek Dojazdowych.
We Lwowie działał w Instytucie Ubogich Chrześcijan i w Towarzystwie Szkoły Ludowej. W Łodzi wspierał oddział Czerwonego Krzyża, był członkiem Komitetu Pomocy Młodzieży Akademickiej oraz Komitetu Niesienia Pomocy Najbiedniejszym, zajmującym się dożywianiem bezrobotnych i utrzymywaniem na koloniach letnich dzieci robotników łódzkich. Był wiceprezesem Rady Ligi Obrony Powietrznej Państwa i jednym z inicjatorów budowy lotniska w Łodzi. Był członkiem Towarzystwa Gimnastycznego „Sokół” w Łodzi, Stowarzyszenia Polskich Techników, Pracy Polskiej i Rozwoju.
Był prezesem Stronnictwa Narodowego na województwo Łódzkie.

### Życie prywatne
Był synem Romualda (ur. 1838) – radcy w Magistracie Lwowa i Ludwiki z domu Hodoly (1841–1897). Ponadto miał brata Romualda – oficera armii austro-węgierskiej, poległego podczas I wojny światowej. Miał żonę i córkę.
Zmarł w lecznicy „Betleem” przy ul. Podleśnej (obecnie ul. M. Skłodowskiej Curie) w Łodzi. Został pochowany na cmentarzu Łyczakowskim we Lwowie, wraz z rodzicami i bratem.

## Ordery i odznaczenia
- Krzyż Oficerski Orderu Odrodzenia Polski – 2 maja 1923 „w uznaniu zasług, położonych dla Rzeczypospolitej Polskiej w dziedzinie organizacji władz administracyjnych"[4][5]